# Amapá
Amapá állam Brazília északi régiójában fekszik. É-ÉNy-on Francia Guyana, keleten az Atlanti-óceán, délen és nyugaton Pará állam határolja.

## Földrajzi adatok
- Területe 142 814 km²[2]
- Lakossága 2016-ban kb. 782 ezer fő volt[3]
- Népsűrűsége 5 fő/km²
- Fővárosa és egyben legnagyobb városa Macapá

## Népesség
| 2017 | 797 722 |
| 2022 | 733 759 |

## Fordítás
- Ez a szócikk részben vagy egészben  az   Amapá című portugál Wikipédia-szócikk fordításán alapul.  Az eredeti cikk szerkesztőit annak laptörténete sorolja fel. Ez a jelzés csupán a megfogalmazás eredetét és a szerzői jogokat jelzi, nem szolgál a cikkben szereplő információk forrásmegjelöléseként.